# Horribilicribrifax Teutsch
Horribilicribrifax Teutsch (von lateinisch horribilis cribrum, also der schreckliche Sieb[macher], so die übliche Deutung) ist ein Scherzspiel in fünf Aufzügen von Andreas Gryphius. Die Erstausgabe erschien undatiert, vermutlich 1663, unter dem Titel „ANDREÆ GRYPHII HORRIBILICRIBRIFAX Teutsch“, wobei die Geschichte bereits in den Jahren von 1647 bis 1650 entstand.

„Der Anfang fürchtet oft, womit das Ende scherzt.“

## Handlung

### Der erste Aufzug
Nach einer von Wortvermengungen diverser Fremdwörter und Sprachen durchfahrenen Vorrede des Daradiridatumtarides über den angeblichen Diebstahl dieser Geschichte geht es im ersten Aufzug primär darum, die wichtigsten Personen, ihre Einstellung zur Liebe im Allgemeinen sowie erste Sympathien als auch Spannungen zwischen den Figuren zu verdeutlichen.
So lästert beispielsweise Capitain Daradiridatumtarides, „Windbrecher von tausend Mord“, mit seinem Diener Don Diego zügellos über Palladius, welcher seiner Meinung nach zu Unrecht in der Gunst von Selene steht, da er selbst Interesse an ihr hegt.
Antonia und Selene plagen Geld- und Hungersnöte, weswegen Antonia ihre Tochter zeitnah zu vermählen gedenkt. Sie schlägt ihr allerlei potenzielle Liebhaber vor, jedoch ohne Erfolg.
Flaccilla und Sophia sind zwar in einer ähnlichen Situation, kommen ursprünglich jedoch aus gutem Hause und höherem Stande. Im ersten Aufzug plädiert Sophia für den Glauben und die christliche Lehre, die ihrer Meinung nach das einzig Hoffnungsvolle sei. Der Vanitas-Gedanke wird hier deutlich; auch der nach dem Dreißigjährigen Krieg aufkommende Zweifel an derlei Lehren, denn ihre Mutter reagiert skeptisch.
Sempronius und Cyrilla schließlich reden zwar auch über die Liebe, hier ufern die Dialoge jedoch zum ersten Mal in ein durchaus komisches Kommunikationsproblem aus (siehe #Komik), an dessen Ende es Sempronius schließlich doch noch schafft, Cyrilla eine Briefübergabe aufzutragen. Er zahlt ihr zwei Dukaten im Voraus und bietet ihr zudem an, sie neu einzukleiden, sollte der Auftrag erfolgreich verlaufen.

### Der zweite Aufzug
Einleitend lässt sich Horribilicribrifax zutiefst vulgär in verschiedenen Sprachen über den Kaiser aus, weil dieser über sein Wissen hinweg Frieden mit dem Königreich Schweden geschlossen hat.
Coelestina und Camilla treffen unterdessen zum ersten Mal auf Horribilicribrifax. Hier entsteht auch der erste Konflikt, als Coelestina Horribilicribrifax mit ihrer Vermutung konfrontiert, er würde seine Liebe zu ihr nur spielen.
Dieser weist die Vorwürfe jedoch entsetzt zurück, redet sich immer mehr in Rage und bietet ihr schließlich sogar diverse, offensichtlich gefährliche Taten an, um ihr seine Liebe zu beweisen. Obwohl sie weiterhin abgeneigt wirkt, scheint ihm auch sein Page keine große Hilfe zu sein, tritt er hier doch zum ersten Mal mit Fäkalhumor in Szene und diffamiert seinen Herrn mit einer peinlichen Jagdgeschichte, die er einleitend als Heldengeschichte tarnt.
Coelestina und Camilla zeigen sich durchaus amüsiert, Horribilicribrifax jedoch beschimpft seinen Pagen und versucht beschämt, die Situation zu retten, indem er Coelestina vergeblich zu einem gemeinsamen Abend überreden will.
Entschieden ziehen die beiden Damen daraufhin weiter und treffen auf Palladius, der Coelestina verunsichert wirkend seine Gefühle andeutet und ihr weiterhin seine Selbstzweifel offenbart, ihrer nicht würdig zu sein.
Hernach schafft es die alte Cyrilla, als Stoffhändlerin getarnt an den Dienerinnen vorbeizukommen und Coelestina mit einer kurzen Erklärung den Brief von Sempronius zu überreichen. Dies jedoch führt bei Coelestina zu einer entrüsteten Wutrede, in welcher sie Cyrilla als „Kuppelhure“ und noch Schlimmeres denunziert und in der Folge sogar von ihren Pagen zusammenschlagen, mit Kot beschmieren und hinauswerfen lässt.
Cyrilla kehrt danach in bemitleidenswertem Zustand zu ihrem Auftraggeber Sempronius zurück. Es bricht abermals ein illustrer, von Missverständnissen geprägter Dialog zwischen beiden aus. Wieder versteht sie zumeist verschiedene Gerichte oder wiederum, dass sie eine Hure sei. Schließlich gelingt es ihr jedoch, Sempronius mitzuteilen, wie es ihr bei Coelestina ergangen ist, worauf er sie voll des Mitleids in das wärmende Haus geleitet.

### Der dritte Aufzug
Zu Beginn des dritten Aufzugs klagt Palladius zunächst seinem Diener Bonosus sein Leid. Er kann sich nicht erklären, warum Selene sich nicht für ihn zu interessieren scheint, obwohl er doch von hohem Stande ist. Er lästert über Daradiridatumtarides als einen Schwätzer und weltbekannten großen Lügner.
Nach wiederholt missverständlichem Wortwechsel, bei welchem Cyrilla abermals überwiegend „Essen“ und „Hure“ versteht, schickt Sempronius Cyrilla noch einmal zu Coelestina.
Coelestina bittet ihrerseits Camilla in der Folge darum, noch einmal für sie mit Palladius zu sprechen, um ihre Chancen bei ihm auszuloten.
Kurz darauf entbrennt auch der erste große rhetorische Schlagabtausch in Form eines komischen Wortgefechts zwischen Horribilicribrifax und Sempronius. Beide versuchen, sich intellektuell zu duellieren, vermengen dabei allerdings ungeschickt verschiedene Sprachen und begehen auch bei der Wahl ihrer Fachtermini und Anwendung der Grammatik ein ums andere Mal „Säue“, welche ihrerseits unbeholfen und witzig erscheinen. Nachdem Harpax ihnen rät sich zu vertragen und beide eingesehen haben, dass sie rhetorisch auf einer Ebene stehen, endet das Duell schließlich friedlich.
Am Ende des dritten Aufzugs tritt auch Rabbi Isaschar das erste und letzte Mal auf. Dieser klärt Antonia über die Wertlosigkeit der Kette auf, welche ihre Tochter Selene von Daradiridatumtarides geschenkt bekommen hatte und welche sie versetzen wollte. Überdies belastet er dessen Reputation mit einer ausgelassenen Schimpferei über seine Unehrlichkeit, da er ihm zusätzlich Geld schulde.

### Der vierte Aufzug
Im vierten Aufzug verkauft Flacilla die Haare ihrer Tochter für ein Dutzend Dukaten an Cleander. Dieser erkennt sie aus früheren Zeiten, als sie noch Geld hatte, hat Mitleid und befragt seinen Diener Dionysius daraufhin, ob er ihre Tochter noch kenne. Dieser berichtet ihm voller Inbrunst von der schönsten und zugleich ärmsten Sophia. Alsdann verlangt Cleander unverzüglich nach Sophia und, falls diese nicht wolle, sie sogar mit Gewalt an seinen Hof zu liefern.
Als Camilla Coelestina berichtet, dass Palladius Fräulein Eudoxia zu heiraten gedenke, betrauert Coelestina abermals, dass Palladius nun unerreichbar für sie scheint.
Es folgt eine erheiternde Szene, in welcher der sichtlich betrunkene Florianus auf Antonia und Selene trifft. Dieser kommt gerade von einer Feierlichkeit im Zuge der anstehenden Hochzeit von Coelestina und dem Marschall Palladius und eröffnet den beiden hochentzückt, dass er seine Frau Rosinchen heiraten werde. Selene gibt ihm abschließend einen Brief für Palladius mit.
Auch Daradiridatumtarides bekommt es im vierten Aufzug mit Cyrillas Verständnisproblemen zu tun. Wieder entsteht eine Situationskomik aus dem Kommunikationsproblem heraus, welches zum wiederholten Male darin gipfelt, dass Cyrilla sich darüber beklagt, heute wohl von allen eine Hure geschimpft zu werden.

### Der fünfte Aufzug
Der fünfte Aufzug beginnt dramatisch, Floranius überbringt Selene und Antonia einen Brief, in welchem Palladius die Hochzeit platzen lässt. Selene wird danach ohnmächtig.
Als sie kurz darauf vor den Toren der Stadt auf Daradiridatumtarides trifft und beide feststellen, dass keine der beiden des anderen Geschenk (Ring und Kette) trägt, zerstreiten sie sich wüst darüber. Die Auseinandersetzung eskaliert, und nachdem Selene auf Antonias Empfehlung hin die Hochzeit aufkündigt, tritt Daradiridatumtarides wütend und in seinem Stolz gekränkt ab. Selene verkündet, mit Horribilicribrifax reden zu wollen.
Bei diesem Gespräch ist auch Harpax dabei, der wieder mit peinlichen Geschichten über seinen Herrn aufwartet (→vergleiche #Der zweite Aufzug). Horribilicribrifax versucht die Situation diesmal zu retten, indem er vorgibt, lediglich wissen zu wollen, wie er Daradiridatumtarides töten solle, und verliert sich dabei in maßlose Übertreibungen.
Darauf folgt das Aufeinandertreffen der beiden scheinbar so gleichen Gegenspieler, Daradiridatumtarides und Horribilicribrifax. Zunächst drohen sie sich gegenseitig mit immer martialischerem Mord, anschließend scheinen sie sich am Aufzählen ihrer glorreichsten und ruhmreichsten Taten regelrecht zu ergötzen. Plötzlich jedoch bemerken beide, dass sie sich aus früheren Zeiten kennen, und vergessen darüber den Streit, die Spannungen lösen sich.
Diese wiedergewonnene Freundschaft wird sogleich auf die Probe gestellt, denn Dionysius fordert sie kurz darauf zum Kampf heraus. Doch anstatt dass einer der beiden angreift, ereifern sie sich lieber darin, den jeweils Anderen mit sarkastischer Höflichkeit zum ersten Angriff auf den gemeinsamen Gegner zu bitten. Da sich keiner von beiden zu trauen scheint, schlägt Dionysius zu und verjagt die beiden Redner.
Sempronius und Cyrilla raufen sich am Ende schließlich zusammen und beschließen sogar, wie die anderen Paare zu heiraten.
In der Schlussszene, nachdem Sophia wie befohlen gewaltvoll an den Hof ausgeliefert und für die anstehende Hochzeit vorbereitet wurde, werden Dionysius und Camilla befördert und auch den gealterten Großrednern Daradiridatumtarides und Horribilicribrifax wird jeweils ein kleines städtisches Regiment zugeteilt.
Danach wird das große Hochzeitsfest bereitet.

## Entstehungsgeschichte

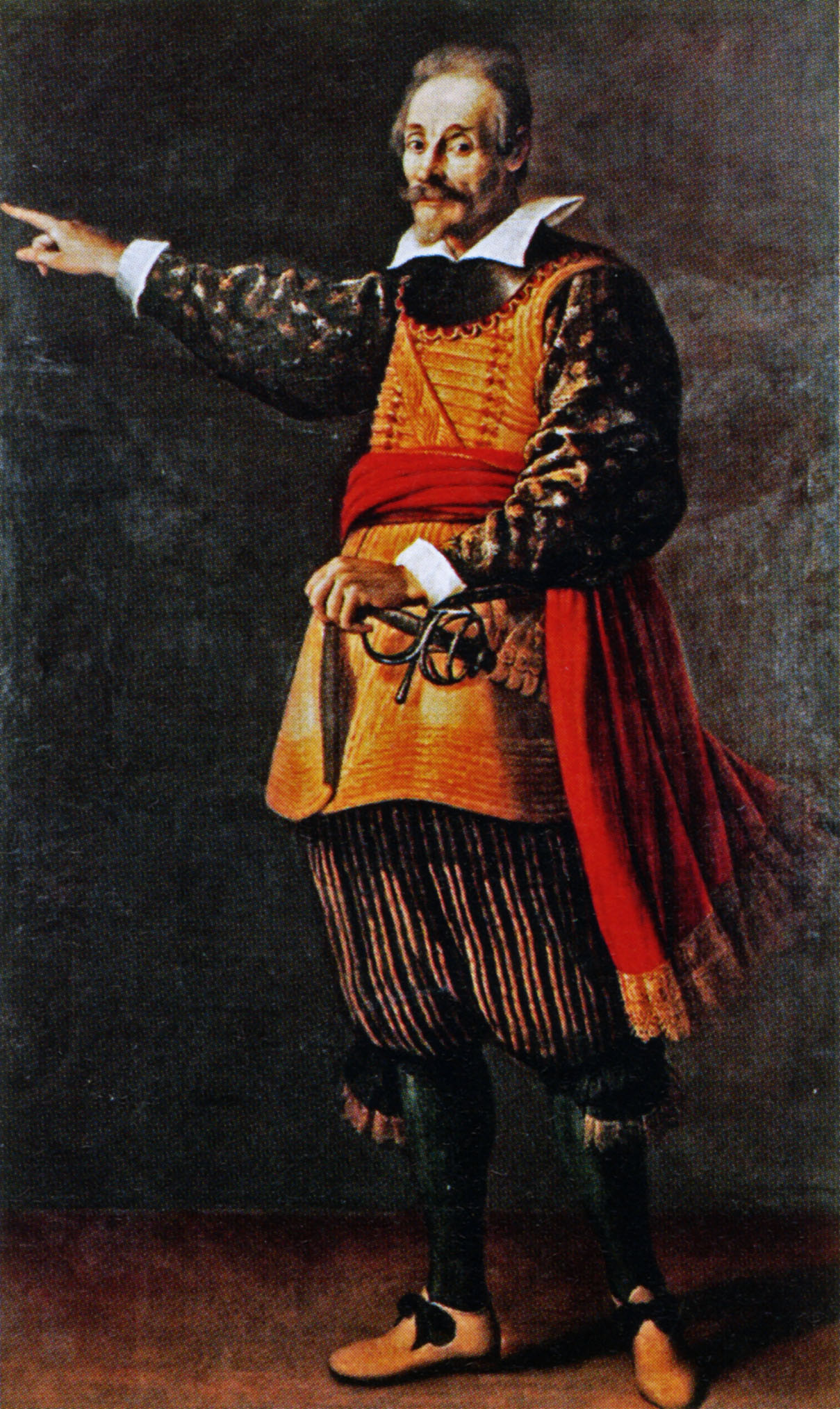
Porträt von Francesco Andreini im Kostüm der Figur des Capitano Spavento

Dem Nachwort der Ausgabe Gerhard Dünnhaupts ist zu entnehmen, dass die Herkunft des Inhalts dieser Komödie erst vor kurzem festgestellt werden konnte. Demnach bediente sich Gryphius einer italienischen Vorlage eines der berühmtesten Capitano-Darsteller der Commedia dell’arte, Francesco Andreini (1550–1624) und seines Werks „Le bavure del Capitano Spavento“ (Venedig, 1607).
Allerdings hat Gryphius den Titelhelden des Referenzwerkes überspitzt verdoppelt, indem er mit Horribilicribrifax und Daradiridatumtarides zwei einander völlig ebenbürtige Gegenspieler kreiert hat, welche auch im Wesen komplett austauschbar zu sein scheinen und sich nur phasenweise ihrer benutzten Fremdsprachen wegen unterscheiden.

## Struktur
Die Komödie ist auf den ersten Blick traditionell in fünf Aufzüge gegliedert. Die Szenenfolge stellt allerdings in Wahrheit eine relativ lose Serie von Variationen der Schein-Sein-Thematik dar.
Die verschiedenen Beziehungen der handelnden Personen wirken zeitweise und vor allem zu Anfang diffus, die einzelnen Figuren treten in eigenen Handlungssträngen immer wieder in neuen Konstellationen zueinander auf, wobei einzig der Titelheld als verbindendes Glied alle fünf Handlungsstränge durchläuft.
Die Liebespaare finden schließlich doch noch zueinander und am Ende steht symbolisch die Heirat, ein durchaus typischer Ausgang für eine Komödie.

## Sprache und Rhetorik
Die Sprache ist bei diesem Scherzspiel mit Sicherheit das Auffälligste.
Der hohe Stil zeitgenössischer Rhetorik wird hier durch die interlinguale Vermengung verschiedener Sprachen (Italienisch, Französisch, Spanisch, Altgriechisch, Latein, Hebräisch sowie einer Zaubersprache der Cyrilla) und Stile (teils wüste Beleidigungen wechseln sich mit oft unbeholfen falschen, hohen rhetorischen Figuren ab) gestört. Elaborierte Sprache wird oft angedeutet, wechselt sich allerdings im nächsten Moment mit schlichten Beleidigungen und pöbelhaften Phrasen ab. Die Dialoge der Cyrilla sowie die hämischen Bemerkungen Harpax’ bezüglich seines Herrn seien hier nur als einige wenige Beispiele erwähnt.
Auch innerhalb des Deutschen werden verschiedene Soziolekte und Funktiolekte vermischt. Gryphius variiert hier zwischen Gruppensprachen, der Rechtssprache oder dem Wechselspiel aus gesprochenem und geschriebenem Deutsch.

## Komik
Ähnlich wie in seinem kurz zuvor veröffentlichten Peter Squenz (oder Absurda Comica) spielt Gryphius auch im „Horribilicribrifax“ mit der Nichtbeherrschung der Fremdsprachen und Fachtermini der Personen. Am auffälligsten ist dies am wiederholt auftretenden Motiv der ungebildeten Kuppelhure Cyrilla zu beobachten. Jegliche Fremdsprachen versucht sie dem Wortlaut nach zu interpretieren, wodurch amüsante Kommunikationssituationen entstehen. Sempronius versucht Cyrilla beispielsweise um den Gefallen zu bitten, Coelestina einen Werbungsbrief von ihm zu überbringen. Diese versteht aufgrund ihrer mangelnden Sprachkenntnisse und der Vermengung einiger Sprachen (siehe #Sprache und Rhetorik) allerdings meist Sätze, die im Kontext mit dem Wort „Hure“ stehen.
Auch die Diener von Horribilicribrifax und Daradiridatumtarides bilden ein weiteres humoristisches Element. Der Tradition der Trappola-Rolle gemäß versuchen sie den pseudo-souveränen Umgang ihrer beider jeweiligen Vorbilder nachzuahmen, um diese zeitgleich mit (teils diffamierenden) sarkastischen Randbemerkungen über deren Taten zu kritisieren.

## Intention und Kritik

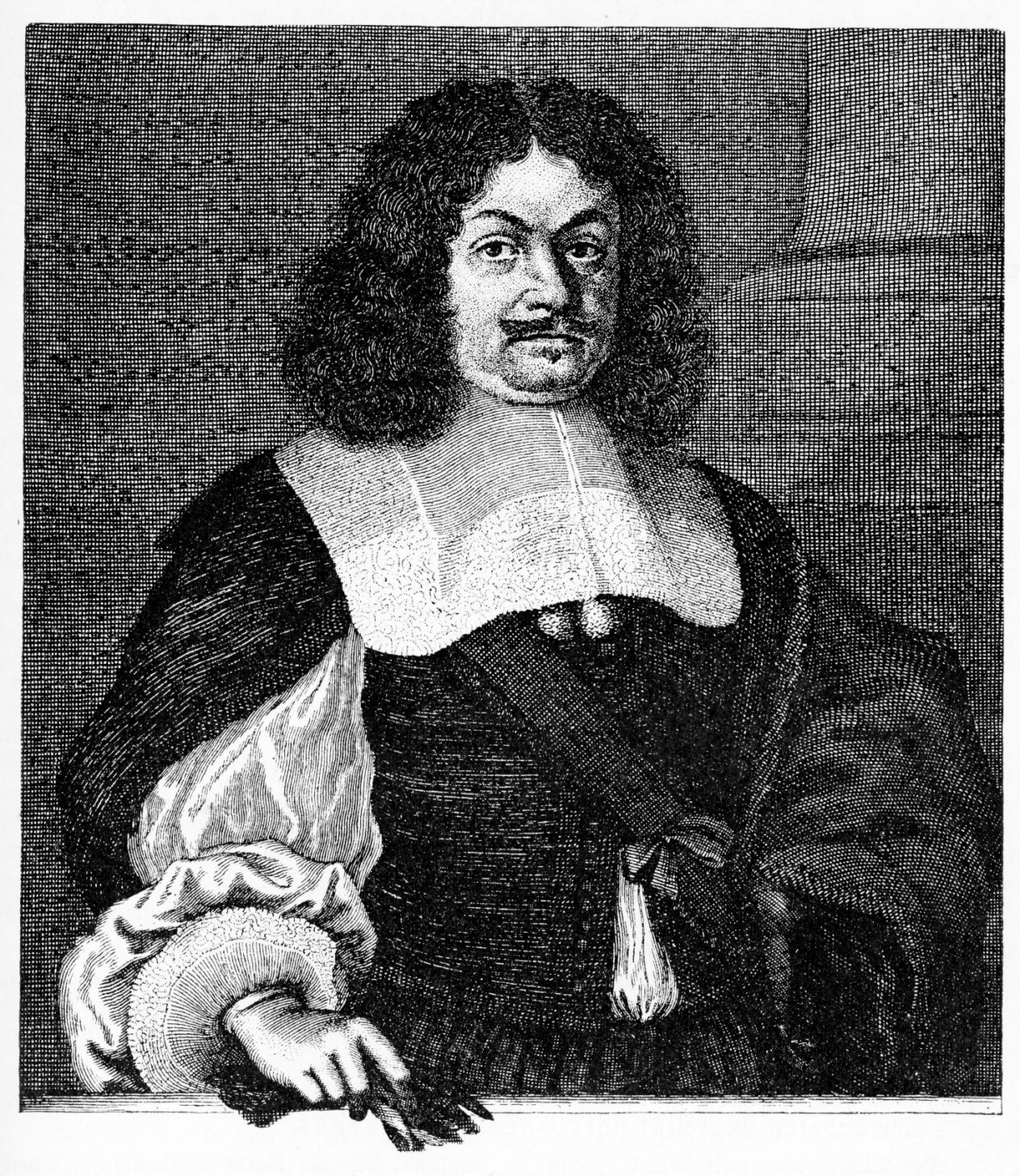
Andreas Gryphius in einem Kupferstich von Philipp Kilian

Bezüglich des Namens Horribilicribrifax geht eine andere Theorie davon aus, dass der Titel nicht nur den Namen des Protagonisten beschreibt, sondern ihn darüber hinaus freier übersetzt als (lat. horribilis scribrifax, also) schrecklichen Schreiberling denunziert.
Während des Dreißigjährigen Krieges kam es im Zuge der Söldner-Besetzungen in weiten Teilen von Deutschland zu Sprachvermengungen.
Unter Gelehrten war dies damals ein umstrittenes Thema, und genau hier scheint Gryphius anzusetzen. Sei es, um diese Debatte zu kritisieren, oder lediglich, um sie zu karikieren und sie so zum Leitmotiv seines Scherzspiels zu instrumentalisieren; hier gehen die Meinungen auseinander. Zweifelsfrei wird dieses zu jener Zeit weitläufig diskutierte Thema zum Erfolg des Werkes beigetragen haben, wie dieses auch heute noch in Zeiten alltäglicher interkultureller Verständigungen als aktuell empfunden werden kann.

## Ausgaben
- Andreas Gryphius: Horribilicribrifax Teutsch (= Reclams Universal-Bibliothek. Nr. 688). Hrsg. von Gerhard Dünnhaupt. Reclam, Stuttgart 2013, ISBN 978-3-15-000688-7 (Biograph. erg. Ausg. 2002).